# What in the World
Pistes de Low
Breaking Glass
(2) Sound and Vision
(4)
What in the World est une chanson de David Bowie parue en 1977 sur l'album Low.

## Histoire
Comme le reste de Low, What in the World est enregistrée en deux temps. La base de la chanson est enregistrée au château d'Hérouville au mois de septembre 1976, puis des overdubs, en particulier la piste de chant, sont ajoutés au studio Hansa de Berlin-Ouest entre octobre et novembre,. D'après Laurent Thibault, ingénieur du son à Hérouville, la chanson aurait été prévue à l'origine pour l'album d'Iggy Pop The Idiot, enregistré juste avant Low.
Bowie interprète régulièrement What in the World sur scène dans un style d'inspiration reggae lors des tournées Isolar II, en 1978, et Serious Moonlight, en 1983. Elle figure également dans les setlists de quelques concerts des tournées Outside, en 1995-1996, et Heathen, en 2002.

## Caractéristiques artistiques
Écrites dans un style presque télégraphique, les paroles de What in the World évoquent l'aliénation et l'isolation, deux thèmes centraux de Low. Nicholas Pegg et Chris O'Leary y discernent de nombreux échos d'autres chansons, du standard I'm in the Mood for Love à For Your Love des Yardbirds en passant par You're Lost Little Girl des Doors ou Golden Hair de Syd Barrett,.

## Musiciens
- David Bowie : chant, chœurs
- Ricky Gardiner : guitare solo
- Carlos Alomar : guitare rythmique
- Roy Young : orgue Farfisa, piano
- Brian Eno : synthétiseurs
- George Murray : basse
- Dennis Davis : batterie
- Iggy Pop : chœurs[7]

## Équipe de production
- David Bowie, Tony Visconti : production
- Laurent Thibault : ingénieur du son au château d'Hérouville
- Eduard Meyer : ingénieur du son au studio Hansa[7]